# 苏联警察五十周年奖章
苏联警察五十周年奖章（俄语：Юбилейная медаль «50 лет советской милиции»）是苏联的一种纪念章，1967年11月20日根据苏联最高苏维埃主席团法令设立。

## 颁授
获得本纪念章者需满足以下条件：
- 在1967年11月21日前在苏联公安部门工作积极的高、中、低级警监和普通警察。
- 从公安部门退役，进入预备役或工作满25年及以上的退休人员。

奖章也可授予给公安部其他部门的高级、高级、中级、初级指挥官和普通级人员，以表彰他们对公安事业做出的贡献。
本奖章由各州、自治州、边疆区、自治区公安部门拟定候选人，向上级加盟共和国和苏联公安部门递交名单。由苏联最高苏维埃主席团审定，最终确定获奖者。每枚奖章都附有一份证书，该证书以8cm×11cm的纸板小册子的形式出现，上面印有奖项名称、获奖者的详细信息以及内部的官方印章和签名。
本奖章应佩戴在左胸，排列在苏联武装力量七十周年奖章之后，莫斯科建城八百周年奖章之前。

## 设计
本奖章为圆形，直径32㎜，由铜镍合金制成，两面镶有边缘。奖章正面是五角星，上方有一个镰刀铁锤标志。五角星的中下部有一个磨砂面的盾牌，上有浮雕铭文：50 ЛЕТ，意为50周年。奖章下部沿圆周环绕橡树枝条浮雕。奖章背面环绕铭文：В ознаменование пятидесятой годовщины（纪念五十周年）。中间俄文“советской милиции”意为苏联警察。下方为年份1917和1967。底部有一颗五角星。